# Kistamási
Kistamási est un village et une commune du comitat de Baranya en Hongrie.